# Dražen Funtak
Dražen Funtak (Osijek, 6. srpnja 1975.), hrvatski kanuist.
Natjecao se na Olimpijskim igrama 1996. U kategoriji C–1 500 m je osvojio 15. mjesto, u kategoriji C–2 1.000 m 10. mjesto te u kategoriji C-2 
500 m 10. mjesto. Na OI 2000. je osvojio 12. mjesto u kategoriji C–2 500 m.
Na Mediteranskim igrama 1993. je osvojio broncu u kategorijama C–1 1.000 m,  C–1 500 m i C–2 500 m. Na MI 1997. u kateogriji C–1 1.000 m osvaja broncu.
Bio je član Belišća i Matije Ljubeka iz Zagreba.